# Thyana trifoliata
Thyana trifoliata là một loài thực vật có hoa trong họ Bồ hòn. Loài này được (Poit.) Ham. miêu tả khoa học đầu tiên năm 1825.